# 國防部主計局
國防部主計局是中華民國國防部所屬機關之一，2002年3月1日成立。負責規劃及督導中華民國國軍各部隊機構單位的主計財務工作，並受行政院主計總處的業務監督。

## 組織
- 局長（1人，簡任第十三職等或中將）
  - 副局長（1人，簡任第十二職等或少將）
  - 處長（4人，簡任第十一職等或少將、上校）
  - 副處長（4人，簡任第十職等或上校）
  - 專門委員（2人，薦任第九職等至簡任第十職等）
    - 科長（6人，薦任第九職等或上校）
    - 參謀（95人，上校、中校或少校、尉官、士官、士兵）（內24人得列上校）
    - 稽核（2人，薦任第八職等至第九職等）
    - 專員（2人，薦任第七職等至第八職等）
    - 科員（3人，委任第五職等或薦任第六職等至第七職等）
      - 助理員（4人，委任第四職等至第五職等）（內2人得列薦任第六職等）
      - 書記（1人，委任第一職等至第三職等）

### 主計室
- 主任（1人，薦任第九職等或上校）
  - 科長（2人，上校）
  - 參謀（10人，上校、中校或少校、士官長）（內1人得列上校）

## 外部連結
- （繁體中文）（英文）國防部主計局* （繁體中文）（英文）中華民國國防部（页面存档备份，存于）